# Кошелев, Игнат Андреевич
Ко́шелев Игна́т Андре́евич (1916—2005) — советский военнослужащий и партизан, разведчик, участник Великой Отечественной войны, полный кавалер ордена Славы.

## Биография
Родился 26 декабря 1916 года (в военных документах указан 1913 год) в деревне Шилинка, Суземский район Брянской области, русский. В 1933 году окончил школу фабрично-заводского ученичества в городе Белово. Работал токарем в депо.

## Боевой путь
Призван в июне 1941 года. Место призыва — Винницкий горвоенкомат, г. Винница.
Воевал в составе Центрального фронта с апреля 1942 года, попал в окружение, с мая 1943 по июнь 1944 года — в партизанском отряде имени Щорса в Винницкой области, с июня 1944 года — в 8-й отдельной разведроте 24-й стрелковой дивизии 95-го стрелкового корпуса 18-й армии 4-го Украинского фронта. Осенью 1944 года Кошелеву было присвоено звание сержанта. 
Был ранен и дважды контужен. Весной 1945 года повторно тяжело ранен, ампутирована нога. После излечения в 1946 году демобилизован по инвалидности. Работал токарем на Суземкинской МТС, позднее — «Сельхозтехнике». Член КПСС с 1968 года. Награждался также и трудовыми наградами.
Умер в 2005 году. Похоронен в посёлке Суземка Брянской области.

## Описание подвигов
18 августа 1944 года в ходе боевого поиска в составе разведгруппы в пятнадцати км за линией фронта организовал засаду. Разоружил и пленил трёх венгерских военнослужащих, которых доставил в сохранности в расположение роты. За этот подвиг 9 сентября 1944 года Кошелеву был присвоен орден Славы III степени.
19 сентября 1944 года командуя группой разведчиков захватил в девяти км за линией фронта пленного с документами. 2 октября 1944 года в ходе боя за линией фронта разведгруппа Кошелева уничтожила семь и захватила в плен троих военнослужащих противника, взяла трофеи. Был представлен к ордену Красного Знамени, вручен орден Славы II степени (12 октября 1944 года).
К моменту третьего представления к награде имел восемь разведывательных выходов за линию фронта, 18 подтверждённых «языков». В ходе боя 10 марта в районе города Святой Микулаш группа разведчиков удержала позицию в ходе четырёх контратак противника, уничтожила живую силу и отрезала пути отхода противника. 25 мая 1945 году Кошелеву был присвоен орден Славы I степени.

## Память
- Почётный гражданин пгт. Суземки Брянской области.
- Почётный гражданин с. Порошково Закарпатской области Украинской ССР.
- Бюст в пгт. Суземки.

## Награды
- 1985 — Орден Отечественной войны I степени.
- 1945 — Орден Славы I степени,
- 1944 — Орден Славы II степени,
- 1944 — Орден Славы III степени,
- 1975 — Орден «Знак Почёта»,
- медаль «За отвагу» [когда?],
- другие медали СССР